# Sam Parnia
Sam Parnia es profesor asistente de medicina de cuidados críticos en la Universidad Estatal de Nueva York, donde dirige el proyecto de investigación "Resucitación" (Resuscitation Research) y es miembro de la unidad de medicina pulmonar y cuidados críticos de la Universidad de Cornell en Nueva York.
Es conocido por ser un destacado experto en la investigación de las experiencias cercanas a la muerte. Fundó el Grupo de Investigación de la Conciencia (Consciousness Research Group), y es presidente de la Fundación para la Investigación Horizonte (Horizon Research Foundation).

## Formación académica
Se graduó en la escuela de medicina "Guys and St. Thomas" de la Universidad de Londres, donde pasó a obtener su doctorado en biología celular y molecular por la Universidad de Southampton en el Reino Unido. Completó su formación de postgrado en medicina interna, crítica y pulmonar en la Universidad de Southampton, la Universidad de Londres, y el Centro Médico Weill Cornell en Nueva York. 
Es miembro del "Royal College of Physicians" y ha servido como miembro en el "Cornell and Columbia Medical Centers’ Cardiac Arrest Resuscitation Committee", junto con el "Southampton University Trust Hospitals Cardiac Arrest Resuscitation Committee", donde puso en marcha el primer estudio de habilidades cognitivas y procesos mentales que ocurren durante un paro cardiaco en el Reino Unido.

## Actividad como académico
Ha publicado numerosos artículos en revistas científicas sobre medicina pulmonar, mecanismos de los procesos cognitivos asociados a paro cardíaco. Además colabora con "The New England Journal of Medicine", así como la revista "Resuscitation and critical care medicine". Su trabajo ha sido presentado en varias reuniones científicas nacionales e internacionales. Los resultados de sus estudios se publicaron en la revista médica "Resuscitation".
El objetivo principal de la investigación de Parnia ha sido la optimización de los métodos de monitoreo cerebral y suministro de oxígeno con el objetivo de reducir las lesiones cerebrales a largo plazo, así como los trastornos de la conciencia, como el estado vegetativo persistente.  Para evitar estas discapacidades, Parnia cree que el estudio de la conciencia debería ser una parte rutinaria de la investigación de lesiones cerebrales por paro cardíaco.  La otra cara de su trabajo, que lleva a cabo con un equipo de la Universidad Estatal de Nueva York y en muchos otros centros médicos del Reino Unido, es la conciencia durante un paro cardíaco. Esto incluye experiencias cercanas a la muerte .

## Apariciones en los medios
El Dr. Sam Parnia ha hecho numerosas apariciones en diversos medios de comunicación como la CNN, NBC, New York Times, Newsweek, Time y la BBC, donde aparece como orador, columnista y conferenciante. Su investigación pionera sobre las ECM fue presentada en la BBC2 y Discovery documentary, con su documental The Day I Died (El día en que morí). 
Sam Parnia es autor del libro ¿Qué sucede cuando morimos?, el cual ha sido traducido a nueve idiomas diferentes. Su segundo libro, El Efecto Lázaro, fue publicado en 2013. También ha colaborado como asesor para la creación de  numerosos documentales de la BBC, Discovery Channel y National Geographic, que incluyen El día en que morí, ya citado, y En el momento de la muerte.

## Obra selecta

### Libros
- What Happens When We Die. Hay House. 2007. ISBN 9781401907112. (requiere registro).
- Erasing Death: The Science That is Rewriting the Boundaries Between Life and Death. Harper Collins. 2013. ISBN 9780062080608.
- The Lazarus Effect: The Science That is Rewriting the Boundaries Between Life and Death. Rider. 2013. ISBN 9781846043079. (requiere registro).

### Publicaciones de investigación
- Parnia, S; Waller, DG; Yeates, R; Fenwick, P (2001). «A qualitative and quantitative study of the incidence, features and aetiology of near-death experiences in cardiac arrest survivors». Resuscitation 48 (2): 149-56. PMID 11426476. doi:10.1016/s0300-9572(00)00328-2.
- Parnia S, etal (Aug 2012). «A feasibility study evaluating the role of cerebral oximetry in predicting return of spontaneous circulation in cardiac arrest». Resuscitation 83 (8): 982-5. PMID 22322284. doi:10.1016/j.resuscitation.2012.01.039.
- Ahn A, Yang J, Inigo-Santiago L, Parnia S (Apr 2014). «A feasibility study of cerebral oximetry monitoring during the post-resuscitation period in comatose patients following cardiac arrest». Resuscitation 85 (4): 522-6. PMID 24361675. doi:10.1016/j.resuscitation.2013.12.007.
- Parnia S, etal (Apr 2014). «A feasibility study of cerebral oximetry during in-hospital mechanical and manual cardiopulmonary resuscitation». Crit. Care Med. 42 (4): 930-3. PMID 24247475. S2CID 16856630. doi:10.1097/CCM.0000000000000047.
- Parnia, S; Spearpoint, K; de Vos, G; Fenwick, P et al. (2014). «AWARE-AWAreness during REsuscitation-a prospective study». Resuscitation 85 (12): 1799-805. PMID 25301715. doi:10.1016/j.resuscitation.2014.09.004.
- Singer AJ, etal (May 2015). «Cerebral oximetry levels during CPR are associated with return of spontaneous circulation following cardiac arrest: an observational study». Emerg Med J 32 (5): 353-6. PMID 24662518. S2CID 24626288. doi:10.1136/emermed-2013-203467.
- Parnia S, Yang J, Nguyen R, Ahn A, etal (2016). «(Sept 2016) Cerebral Oximetry During Cardiac Arrest: A Multicenter Study of Neurologic Outcomes and Survival». Critical Care Medicine 44 (9): 1663-1674. PMID 27071068. S2CID 10214687. doi:10.1097/CCM.0000000000001723.

### Reseñas y editoriales
- Parnia, Sam (2007). «Do reports of consciousness during cardiac arrest hold the key to discovering the nature of consciousness?». Medical Hypotheses 69 (4): 933-7. PMID 17459598. doi:10.1016/j.mehy.2007.01.076. - in the controversial and non-peer reviewed Medical Hypotheses
- Parnia, Sam (2014). «Death and consciousness - an overview of the mental and cognitive experience of death.». Ann N Y Acad Sci 1330 (1): 75-93. PMID 25418460. S2CID 33091589. doi:10.1111/nyas.12582.

## Edición en castellano
- Parnia, Sam (2025). Muerte lúcida. La nueva ciencia de la vida y la muerte. Editorial Kairós. ISBN 978-84-1121-340-0.
- Parnia, Sam; Young, Josh (2014). Resurrecciones. La ciencia que está borrando la frontera entre la vida y la muerte. Editorial La esfera de los libros. ISBN 9788490601631.

- Datos: Q84039